# Русские автобусы
«Русские автобусы» (до мая 2004 года — «РусПромАвто», создана 7 августа 2000 года) — российский холдинг, объединяющий производителей автобусов разных классов:
- ПАО «Павловский автобусный завод» (ПАЗ) — малый класс, а также автобусы среднего класса семейства «Аврора» (городская модификация);
- ООО «Курганский автобусный завод» (КАВЗ) — средний класс и специальная техника;
- ООО «Ликинский автобусный завод» (ЛиАЗ) — городские автобусы большого и особо большого класса;
- ОАО «Голицынский автобусный завод» (ГолАЗ) — междугородные и туристические автобусы большого класса (до июня 2014 года).

В 2005 году в ходе реструктуризации производственных активов ОАО «РусПромАвто» предприятия компании включены в автомобилестроительную «Группу ГАЗ», составив её дивизион «Автобусы».